# Френк Маховлич
Френсіс Вільям Маховлич (англ. Francis William Mahovlich; 10 січня 1938, Тіммінс, Онтаріо, Канада) — канадський хокеїст, лівий нападник. Нащадок емігрантів з Хорватії.
Член зали слави хокею (1981). У «Списку 100 найкращих гравців НХЛ» займає загальне двадцять сьоме місце та третє серед лівих нападників.

## Клубна кар'єра
Три сезони провів у клубі «Торонто Сент Майклз Майорс» (англ. «Toronto St. Michael's Majors»), який грав у юніорській хокейної лізі Онтаріо. Свого часу за цю команду грали Турк Брода та Тед Ліндсей.
В «Торонто Мейпл-Ліфс» дебютував у сезоні 1956-57. В 1958 році Маховлич був визнаний найкращим новачком ліги і отримав приз Колдера. У складі цієї команди чотири рази здобував Кубок Стенлі (1962-1964, 1967), двічі обирався до першого складу «Всіх зірок НХЛ». Постійно знаходився під тиском вболівальників та спортивних журналістів, які вважали що Френк повинен грати набагато краще і забивати голи майже у кожному матчі.
Наприкінці сезону 1967-1968 став гравцем «Детройт Ред-Вінгс». Грав в одній ланці атаки з Горді Хоу та Алексом Дельвеккіо. В команді з Детройту грав і молодший брат Френка, Петер. 
«Монреаль Канадієнс» обміняв трьох гравців своєї команди на Френка Маховлича в середині сезону 1970-71. У складі цієї команди двічі здобував Кубок Стенлі та в 1973 році втретє був обраний до першого складу «Всіх зірок НХЛ».
В 36 років перейшов до ВХА. У перші два сезони грав за клуб «Торонто Торос». В 1976 році команда переїхала до іншого міста та змінила назву на «Бірмінгем Буллз». У цьому клубові Френк Маховлич і завершив хокейну кар'єру у сезоні 1977-78.

## Виступи у збірній
У складі національної збірної, яка складалася виключно з гравців НХЛ, провів шість матчів у суперсерії 1972 року СРСР —Канада. Через два роки був у складі збірної ВХА та провів ще шість матчів у суперсерії 1974 року проти збірної СРСР. Всього провів 12 матчів, набрав 4 очки (2 голи плюс дві результативні передачі) і отримав 4 штрафні хвилини.

## Законодавча діяльність
В 1998 році був призначений генерал-губернатором Канади сенатором від провінції Онтаріо. Член ліберальної партії Канади. З 1994 року член Ордена Канади.

## Нагороди та досягнення
- Володар Кубка Стенлі (6): 1962, 1963, 1964, 1967, 1971, 1973
- Володар трофею Колдера (1): 1958
- Гравець першого складу збірної «Всіх зірок НХЛ» (3): 1961, 1963, 1973
- Гравець другого складу збірної «Всіх зірок НХЛ» (6): 1962, 1964, 1965, 1966, 1969, 1970
- Учасник матчів «Всіх зірок НХЛ» (15): 1959-1965, 1967-1974
- Член зали слави хокею: 1983
- Член зали слави канадського спорту: 1990

## Статистика
Скорочення: І = Ігри, Г = Голи, П = Паси, О = Очки, Штр = Штрафний час у хвилинах
| 1953-54               | «Торонто Сент Майклз Майорс» | ОХЛ                   | 1    | 0   | 1   | 1    | 2    |     |    |    |     |     |
| 1954-55               | «Торонто Сент Майклз Майорс» | ОХЛ                   | 25   | 12  | 11  | 23   | 18   |     |    |    |     |     |
| 1955-56               | «Торонто Сент Майклз Майорс» | ОХЛ                   | 30   | 24  | 26  | 50   | 55   | 8   | 5  | 5  | 10  | 24  |
| 1956-57               | «Торонто Сент Майклз Майорс» | ОХЛ                   | 49   | 52  | 36  | 88   | 122  | 4   | 2  | 7  | 9   | 14  |
| Всього в лізі Онтаріо | Всього в лізі Онтаріо        | Всього в лізі Онтаріо | 105  | 88  | 74  | 162  | 197  | 12  | 7  | 12 | 19  | 38  |
| 1956-57               | «Торонто Мейпл-Ліфс»         | НХЛ                   | 3    | 1   | 0   | 1    | 2    |     |    |    |     |     |
| 1957-58               | «Торонто Мейпл-Ліфс»         | НХЛ                   | 67   | 20  | 16  | 36   | 67   |     |    |    |     |     |
| 1958-59               | «Торонто Мейпл-Ліфс»         | НХЛ                   | 63   | 22  | 27  | 49   | 94   | 12  | 6  | 5  | 11  | 18  |
| 1959-60               | «Торонто Мейпл-Ліфс»         | НХЛ                   | 70   | 18  | 21  | 39   | 61   | 10  | 3  | 1  | 4   | 27  |
| 1960-61               | «Торонто Мейпл-Ліфс»         | НХЛ                   | 70   | 48  | 36  | 84   | 131  | 5   | 1  | 1  | 2   | 6   |
| 1961-62               | «Торонто Мейпл-Ліфс»         | НХЛ                   | 70   | 33  | 38  | 71   | 87   | 12  | 6  | 6  | 12  | 29  |
| 1962-63               | «Торонто Мейпл-Ліфс»         | НХЛ                   | 67   | 36  | 37  | 73   | 56   | 9   | 0  | 2  | 2   | 8   |
| 1963-64               | «Торонто Мейпл-Ліфс»         | НХЛ                   | 70   | 26  | 29  | 55   | 66   | 14  | 4  | 11 | 15  | 20  |
| 1964-65               | «Торонто Мейпл-Ліфс»         | НХЛ                   | 59   | 23  | 28  | 51   | 76   | 6   | 0  | 3  | 3   | 9   |
| 1965-66]              | «Торонто Мейпл-Ліфс»         | НХЛ                   | 68   | 32  | 24  | 56   | 68   | 4   | 1  | 0  | 1   | 10  |
| 1966-67               | «Торонто Мейпл-Ліфс»         | НХЛ                   | 63   | 18  | 28  | 46   | 44   | 12  | 3  | 7  | 10  | 8   |
| 1967-68               | «Торонто Мейпл-Ліфс»         | НХЛ                   | 50   | 19  | 17  | 36   | 30   |     |    |    |     |     |
| 1967-68               | «Детройт Ред-Вінгс»          | НХЛ                   | 13   | 7   | 9   | 16   | 2    |     |    |    |     |     |
| 1968-69               | «Детройт Ред-Вінгс»          | НХЛ                   | 76   | 49  | 29  | 78   | 38   |     |    |    |     |     |
| 1969-70               | «Детройт Ред-Вінгс»          | НХЛ                   | 74   | 38  | 32  | 70   | 59   | 4   | 0  | 0  | 0   | 2   |
| 1970-71               | «Детройт Ред-Вінгс»          | НХЛ                   | 35   | 14  | 18  | 32   | 30   |     |    |    |     |     |
| 1970-71               | «Монреаль Канадієнс»         | НХЛ                   | 38   | 17  | 24  | 41   | 11   | 20  | 14 | 13 | 27  | 18  |
| 1971-72               | «Монреаль Канадієнс»         | НХЛ                   | 76   | 43  | 53  | 96   | 36   | 6   | 3  | 2  | 5   | 2   |
| 1972-73               | «Монреаль Канадієнс»         | НХЛ                   | 78   | 38  | 55  | 93   | 51   | 17  | 9  | 14 | 23  | 6   |
| 1973-74               | «Монреаль Канадієнс»         | НХЛ                   | 71   | 31  | 49  | 80   | 47   | 6   | 1  | 2  | 3   | 0   |
| Всього в НХЛ          | Всього в НХЛ                 | Всього в НХЛ          | 1181 | 533 | 570 | 1103 | 1056 | 137 | 51 | 67 | 118 | 163 |
| 1974-75               | «Торонто Торос»              | ВХА                   | 73   | 38  | 44  | 82   | 27   | 6   | 3  | 0  | 3   | 2   |
| 1975-76               | «Торонто Торос»              | ВХА                   | 75   | 34  | 55  | 89   | 14   |     |    |    |     |     |
| 1976-77               | «Бірмінгем Буллз»            | ВХА                   | 17   | 3   | 20  | 23   | 12   |     |    |    |     |     |
| 1977-78               | «Бірмінгем Буллз»            | ВХА                   | 72   | 14  | 24  | 38   | 22   | 3   | 1  | 1  | 2   | 0   |
| Всього в ВХА          | Всього в ВХА                 | Всього в ВХА          | 237  | 89  | 143 | 232  | 75   | 9   | 4  | 1  | 5   | 2   |